# Juan Pablo Pérez Caballero
Juan Pablo Pérez-Caballero y Soria (Madrid, 1785 - 28 de gener de 1836) fou un advocat i erudit espanyol, acadèmic de la Reial Acadèmia Espanyola.
El seu pare, Josef Pérez Caballero, fou advocat i degà del Consell d'Hisenda de Madrid, nomenat pel futur Ferran VII marmessor testamentari de Carles IV d'Espanya.
Es llicencià en dret per la Universitat d'Alcalá de Henares, on fou professor d'història del dret. Exercí com a advocat a Madrid, on també fou regidor de l'ajuntament, comptador major i secretari de la Diputació dels Regnes, i ministre honorari del Consell Suprem d'Hisenda. Va rebre l'Orde de Carles III i ingressà a la Reial Acadèmia de Belles Arts de Sant Ferran i a la Reial Acadèmia de la Llengua (el 1827 com a honorari, el 1828 com a supernumerari i el 1830 com a acadèmic de nombre). El fet de ser expert en història antiga (tenia una important col·lecció de bronzes ibèrics) i afeccionat a la numismàtica facilità que fos admès com a supernumerari a la Reial Acadèmia de la Història l'abril de 1834. El mateix any fou nomenat antiquari d'aquest institució, càrrec que va ocupar fins a la seva mort el 28 de gener de 1836.